# Віленська духовна семінарія

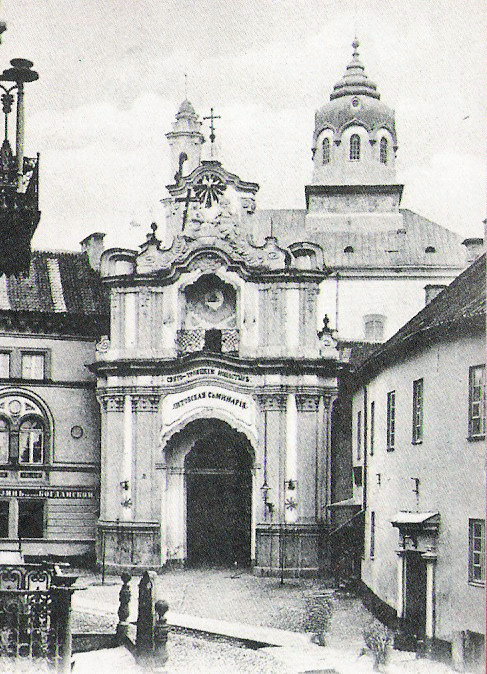
Віленська духовна семінарія (≈ 1900)

Віленська духовна семінарія — православний навчальний заклад, котрий існував у місті Вільно у 1839-1944 рр. та 1946-1947 рр.

## Історія
У 1839 році Литовська греко-католицька семінарія у Жировицях була реорганізована у православну семінарію. Спершу викладацький процес у семінарії відбувався польською мовою, однак невдовзі в освітній процес почала запроваджуватись російська мова, котра й стала домінантною. Викладання окремих богословських дисциплін відбувалося на латинській мові, — з тим, щоб випускники семінарії могли вести богословській диспути з римо-католиками мовою латинського богослів'я.
У серпні 1845 року семінарію перевели з Жировиць у Вільну на територію Свято-Троїцького чоловічого монастиря. Ректор семінарії за сумісництвом був і настоятелем-архимандритом Свято-Троїцького монастиря.
Навчальний процес базувався на уставах духовних семінарій 1840 років і за прикладом семінарій Київського та Санкт-Петербурзьких духовних округів. Керівним органом Литовської семінарії було правління у складі ректора, інспектора та економа. Зовнішній контроль за навчальним процесом здійснювала Санкт-Петербурзька духовна академія.
Повний курс семінарії становив 6 років та мав три дворічні відділи. Переважну частину семінаристів становили діти духовенства, які утримувалися з коштів державної скарбниці. Близько 15 місць було передбачено для бідних дітей, видатки, пов'язані з їх навчанням також лягали на державну скарбницю. Власним коштом навчалось близько 10 % семінаристів. З 1853 року встановили квоту в 50 осіб для спудеїв вищого (богословського) відділення. Після завершення семінарії вони вступали до духовних академій або розподілялись вчителями та наглядачами єпархіальних духовних училищ. Кількість учнів у семінарії в період з 1893 по 1915 роки щорічно, в середньому, становило 170—195 чоловік.
Указом Священного Синоду Православної Російської Церкви від 27 травня 1867 року, відповідно до нового Уставу, духовні семінарії переходили у підпорядкування єпархіальних архієреїв.
Ректорами семінарії були двоє уродженців Гетьманщини — єпископи Євгеній Шерешило та Августин Гуляницький, та ще двоє українців — Олексій Дородницин та Антоній Марценко.

## Ректори семінарії
- Євгеній (Шерешило)  — 1868—1870;
- Августин (Гуляницький) — 1870—1881.

## Відомі семінаристи
- Олег Лапицький (1922—1979) — учасник білоруського антирадянського руху опору, жертва сталінських репресій